# Josepha Hendrina Stenmanns
Josepha Hendrina Stenmanns (Issum, 28 maggio 1852 – Steyl, 20 maggio 1903) è stata una religiosa tedesca, cofondatrice (insieme ad Arnold Janssen e a Maria Helena Stollenwerk) delle congregazione delle Serve dello Spirito Santo (oggi Missionarie serve dello Spirito Santo e Suore Serve dello Spirito Santo dell'Adorazione Perpetua).
Il 1º giugno 2007 papa Benedetto XVI ha autorizzato la promulgazione del decreto riguardante un miracolo attribuito alla sua intercessione, autorizzandone la beatificazione, avvenuta il 29 giugno dello stesso anno.